# Europameisterschaft im Skibergsteigen 2003
Die Europameisterschaft im Skibergsteigen 2003 wurde vom 28. bis 30. März 2003 in Starý Smokovec im Tatra-Gebirge in der Slowakei ausgetragen. Organisator war der International Council for Ski Mountaineering Competitions (ISMC) der Union Internationale des Associations d’Alpinisme (UIAA).

## Ergebnisse

### Nationengesamtwertung nach Punkten und Medaillenspiegel
2003 fielen in die Gesamtwertung der Nationen der Nationalmannschaften die Ergebnisse aus den Team- und Einzelrennen.
(alle Altersklassen)
| Rang | Land          | Team   | Team | Team   | Team   | Einzel | Einzel | Einzel | Einzel |              |
| Rang | Land          | Punkte | Gold | Silber | Bronze | Punkte | Gold   | Silber | Bronze | Gesamtpunkte |
| 1    | Frankreich    | 452    |      | 1      | 1      | 969    | 1      | 2      | 1      | 1421         |
| 2    | Italien       | 312    | 1    |        |        | 953    | 4      | 3      | 2      | 1265         |
| 3    | Schweiz       | 342    | 1    | 1      | 1      | 805    | 3      | 1      | 2      | 1147         |
| 4    | Slowakei      | 208    |      |        |        | 777    |        |        | 1      | 985          |
| 5    | Spanien       | 168    |      |        |        | 694    |        | 1      |        | 862          |
| 6    | Deutschland   | 278    |      |        |        | 370    |        |        |        | 648          |
| 7    | Polen         | 106    |      |        |        | 266    |        |        |        | 372          |
| 8    | Tschechien    | 142    |      |        |        | 121    |        |        |        | 263          |
| 9    | Bulgarien     | 72     |      |        |        | 182    |        |        |        | 254          |
| 10   | Andorra       | 62     |      |        |        | 120    |        |        | 1      | 182          |
| 11   | Slowenien     | 14     |      |        |        | 146    |        |        |        | 160          |
| 12   | Österreich    |        |      |        |        | 148    |        |        |        | 148          |
| 13   | Rumänien      | 18     |      |        |        | 124    |        | 1      |        | 142          |
| 14   | Griechenland  | 6      |      |        |        | 67     |        |        |        | 73           |
| 15   | Liechtenstein |        |      |        |        | 69     |        |        |        | 69           |
| 16   | Dänemark      | 1      |      |        |        | 3      |        |        |        | 4            |
| 17   | Russland      |        |      |        |        | 2      |        |        |        | 2            |

### Skibergsteigen Team
Die Mannschaftsrennen fanden am 28. März 2003 statt.
Übersicht der jeweils 10 besten Mannschaften:
| Rang   | Teilnehmer               | Gesamtzeit    |
| ------ | ------------------------ | ------------- |
| Gold   | Mabillard/Favre-Moretti  | 02h 53' 52"*) |
| Silber | Ducognon/Oggeri          | 03h 02' 56"*) |
| Bronze | C. Favre/Lathuraz        | 03h 10' 26"*) |
| 4      | Raso/Riva                | 03h 10' 35"*) |
| 5      | Maurer/J. Graßl          | 03h 14' 33"*) |
| 6      | Guigon/N. Blanc          | 03h 30' 32"*) |
| 7      | Treimer/Echtler-Schleich | 03h 39' 21"*) |
| 8      | Pažitná/Lackovičová      | 03h 40' 10"*) |
| 9      | García/C. Bes Ginesta    | 03h 45' 26"*) |
| 10     | Oršulová/Bulířová        | 04h 09' 16"*) |

| Rang   | Teilnehmer           | Gesamtzeit    |
| ------ | -------------------- | ------------- |
| Gold   | Farquet/Elmer        | 02h 23' 37"*) |
| Silber | Reichegger/Brunod    | 02h 23' 43"*) |
| Bronze | Vescovo/Mezzanotte   | 02h 24' 01"*) |
| 4      | Brosse/Gignoux       | 02h 24' 31"*) |
| 5      | Hug/Taramarcaz       | 02h 27' 57"*) |
| 6      | J.-Y. Rey/Masserey   | 02h 28' 33"*) |
| 7      | B. Blanc/Champange   | 02h 28' 54"*) |
| 8      | Meilleur/Tomio       | 02h 29' 16"*) |
| 9      | Battel/J. Pellissier | 02h 29' 24"*) |
| 10     | Moret/Pittex         | 02h 31' 14"*) |

*) Gesamtzeit inkl. 3. Strafminuten

### Skibergsteigen Einzelrennen
Die Einzelrennen wurden am 30. März 2003 ausgetragen.
Übersicht der jeweils 10 besten Teilnehmer:
| Rang   | Teilnehmer             | Gesamtzeit  |
| ------ | ---------------------- | ----------- |
| Gold   | Cristina Favre-Moretti | 02h 25' 33" |
| Silber | Catherine Mabillard    | 02h 32' 21" |
| Bronze | Valérie Ducognon       | 02h 39' 08" |
| 4      | Judith Graßl           | 02h 40' 56" |
| 5      | Corinne Favre          | 02h 42' 35" |
| 6      | Delphine Oggeri        | 02h 44' 27" |
| 7      | Gabrielle Magnenat     | 02h 44' 39" |
| 8      | Traudl Maurer          | 02h 45' 50" |
| 9      | Nathalie Bourillon     | 02h 49' 28" |
| 10     | Carole Toïgo           | 02h 50' 33" |

| Rang   | Teilnehmer              | Gesamtzeit  |
| ------ | ----------------------- | ----------- |
| Gold   | Manfred Reichegger      | 02h 01' 20" |
| Silber | Stéphane Brosse         | 02h 01' 39" |
| Bronze | Heinz Blatter           | 02h 02' 08" |
| 4      | Rico Elmer              | 02h 02' 51" |
| 5      | Pierre-Marie Taramarcaz | 02h 03' 35" |
| 6      | Dennis Brunod           | 02h 03' 42" |
| 7      | Graziano Boscacci       | 02h 04' 44" |
| 8      | Camillo Vesovo          | 02h 04' 44" |
| 9      | Cédric Tomio            | 02h 04' 54" |
| 10     | Damien Farquet          | 02h 05' 03" |

### Kombinationswertung
Gewertet wurden die Ergebnisse beim Einzel- und Teamrennen.
Übersicht der jeweils 10 besten Teilnehmer:
| Rang   | Teilnehmer             |
| ------ | ---------------------- |
| Gold   | Cristina Favre-Moretti |
| Silber | Catherine Mabillard    |
| Bronze | Valérie Ducognon       |
| 4      | Delphine Oggeri        |
| 5      | Corinne Favre          |
| 6      | Judith Graßl           |
| 7      | Traudl Maurer          |
| 8      | Maria Luisa Riva       |
| 9      | Véronique Lathuraz     |
| 10     | Nathalie Blanc         |

| Rang   | Teilnehmer              |
| ------ | ----------------------- |
| Gold   | Manfred Reichegger      |
| Silber | Stéphane Brosse         |
| Bronze | Rico Elmer              |
| 4      | Dennis Brunod           |
| 5      | Damien Farquet          |
| 6      | Camillo Vescovo         |
| 7      | Pierre-Marie Taramarcaz |
| 8      | Mirco Mezzanotte        |
| 9      | Cédric Tomio            |
| 10     | Alexander Hug           |